# ニコル・ド・ロレーヌ
ニコル・ド・ロレーヌ（Nicole de Lorraine, 1608年10月3日 - 1657年2月2日）は、ロレーヌ公国の女公（在位：1624年 - 1625年）。アンリ2世と2番目の妻マルグリット・ド・ゴンザーグの間の長女。ドイツ語名はニコレ・フォン・ロートリンゲン（Nicole von Lothringen）。

## 生涯
はじめ、父アンリのお気に入りでギーズ家庶系（枢機卿ルイ・ド・ロレーヌの庶子）のアンセルヴィユ男爵ルイ・ド・ギーズ (fr) との結婚が考えられたが、これは一族の反対にあったため、断念された。アンリには男子がおらず、ルイを相続人にしたかったのであるが、ルネ2世の遺志で公国は男子嫡系による継承が明確に定められていた。そこで、アンリの弟ヴォーデモン伯フランソワの実質的な長男でニコルの従兄であるシャルルとニコルとの結婚が、とげとげしい交渉の末に決まった。1621年に2人は結婚したが、子供は生まれなかった。
1624年にアンリが死去すると、問題は複雑になった。アンリの最後の意向では、シャルルの権利は妻ニコルによって得られるものではないとしていた。1625年11月21日、フランソワはルネ2世の遺志を根拠にロレーヌ公フランソワ2世となり、5日後に息子シャルルに譲位した。こうしてシャルルは、妻でなく自らの権利による形でロレーヌ公シャルル4世となった。
1634年、フランスの軍勢がロレーヌに侵入し、ニコルの夫シャルルや妹クロード（シャルルの弟で代わって公位に即いたニコラ2世と結婚）らは国外へ逃れた。ロレーヌに一人とどまっていたニコルは、フォンテーヌブローへ移送された。
1635年、シャルルはニコルとの離婚を決めたが、教皇庁は婚姻の無効を認めなかった。ニコルはその後、死ぬまでパリ近郊で暮らした。